# ディスタンス (バンド)
ディスタンス（Distance）は、ベーシストで音楽プロデューサーであるバーナード・エドワーズが率いる1980年代後半のロック/ファンク・バンドで、パワー・ステーションを模したものであった。バンドは、元シックかつパワー・ステーションのメンバーであるエドワーズ（ベース）とトニー・トンプソン（ドラム）で構成され、後のバッド・カンパニーのメンバーであるロバート・ハートがリードボーカルを担当し、セッション・ミュージシャンのエディ・マルチネスがギター、ジェフ・ボヴァがキーボードを担当した。
この「スーパーグループ」は、1989年の『アンダー・ザ・ワン・スカイ』（リプリーズ・レコード）という1枚のアルバムのみをリリースした。アルバムはチャート入りできず、ヒットを生み出せなかった。ゴー・ウエストの片割れであるリチャード・ドラミーが「Everytime I Stand Up」という曲で共作としてクレジットされている。
ディスタンスは、1987年のウーピー・ゴールドバーグの映画『バーグラー/危機一髪』にクラブ・バンドとして出演した。バーナード・エドワーズは映画の音楽プロデューサーを務め、その作中に登場した曲の功績が認められた。

## ディスコグラフィ

### スタジオ・アルバム
- 『アンダー・ザ・ワン・スカイ』 - Under the One Sky (1989年、Reprise)

### サウンドトラック・アルバム
- Burglar: Original Motion Picture Soundtrack (1987年) ※「Bernie's Groove」「New Way of Living」を収録。同時期の「News at 11」はシングルで発売された

### シングル
- 「ダンシング・イン・ザ・シティ」 - "Dancing In The City"/"News At 11" (1987年、MCA) ※上記サウンドトラック・アルバムからのスプリット盤。ディスタンスはB面「11時のニュース」を収録。A面はベリンダ・カーライルの楽曲
- 「タイム・アウト・フォー・ザ・バーグラー」 - "Time Out For The Burglar"/"News At 11" (1987年、MCA) ※同上。A面はザ・ジャクソンズの楽曲

## 映画出演
- 『バーグラー/危機一髪』 - Burglar (1987年) ※ウーピー・ゴールドバーグ主演映画にクラブ・バンド役で出演